# ارنا شورر
ارنا شورر (ایتالیایی: Erna Schürer؛ زادهٔ ۱۸ اوت ۱۹۴۲) بازیگر، مدل و مجری تلویزیون اهل ایتالیا است.

از فیلم‌هایی که وی در آن نقش داشته‌است، می‌توان به عروسک شیطان، شگرد یک عشق، زندان زنان، رژ لب، برهنه برای قاتل، لو مان، میانبری به جهنم، سنبله، ثور، جدی، والری، ظاهر و باطن، خوشی من، خوشی توست و دو تپانچه مگنوم ۳۸ برای شهری از اشرار اشاره کرد.